# City Challenge Baku

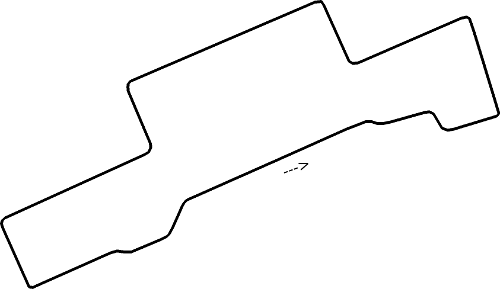
Streckenskizze

City Challenge Baku ist eine Motorsport-Rennstrecke in der Hauptstadt Baku in Aserbaidschan.
Der 2144 Meter lange Stadtkurs mit zwölf Kurven und zwei Schikanen verläuft rund um das  Regierungsgebäude. Der Kurs wird gegen den Uhrzeigersinn befahren. Die Strecke befindet sich im Hafengebiet im Park Bulvar und ist von der FIA homologiert.
Der Kurs ist Bestandteil der Rennserie City-Challenge GT, eine internationale GT-Rennserie die vom deutschen Veranstalter City Challenge GmbH, unter der Leitung von Hartmut Beyer mit Sitz in Berlin ausgerichtet wird. Die Anzahl der Teilnehmer beim Rennen in Baku ist auf 30 Fahrzeuge begrenzt.
Vom 26. bis  28. Oktober 2012 fand das erste Rennen in Baku statt. Die Eröffnungsveranstaltung mit rund 42.000 Zuschauern und zahlreichen nationalen und internationalen Journalisten wurde live in über 120 Ländern übertragen. Insgesamt waren 13 Teams und 24 Fahrzeuge der Marken BMW, McLaren, Porsche, Mercedes-Benz, Ferrari, Lamborghini und Chevrolet am Start. Unter den  bekannten Fahrern waren Bernd Schneider, Jos Verstappen, Jacques Villeneuve und Mathias Lauda, der Sohn des ehemaligen Formel-1-Weltmeisters Niki Lauda.
2013 wurde das Saisonfinale der FIA GT-Serie mit dem 12. Lauf im November in Baku ausgetragen, den Stéphane Ortelli gewann. Auch 2014 fand am 1. bis 2. November ein Rennen der GT-Serie in Baku statt.